# マラムレシュ県
| 県章 マラムレシュ県の位置 |                     |
| 地域                      | 北西地域            |
| 歴史的な地域              | マラムレシュ        |
| 県都                      | バイア・マーレ      |
| 面積                      | 6,304km²            |
| 人口                      | 452,475人（2021年） |
| 人口密度                  | 72人/km²            |
| ISO 3166-2                | RO-MM               |

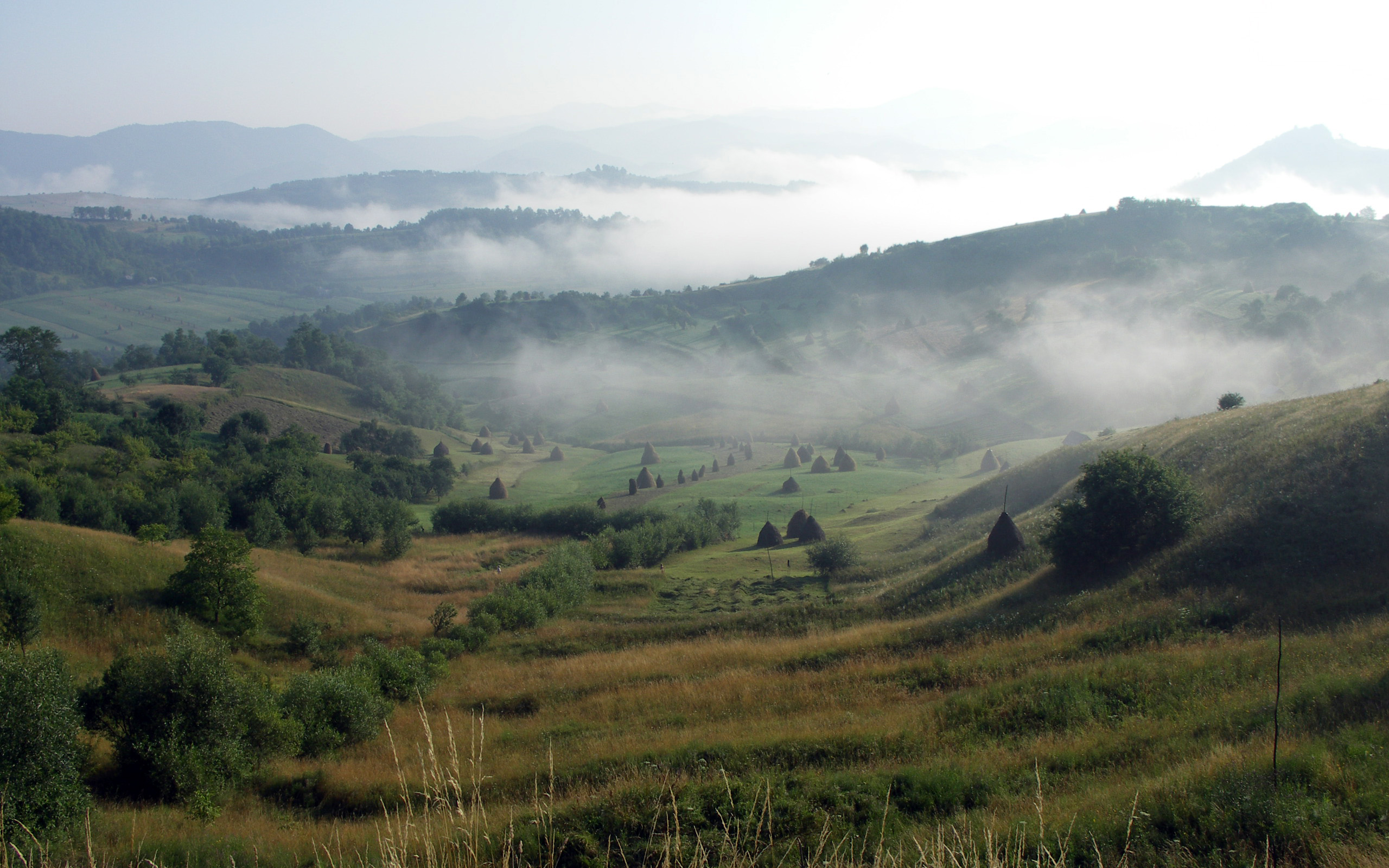
ヴァレニ村のイザ川の谷

マラムレシュ県 （マラムレシュけん、ルーマニア語: Judeţul Maramureş, ハンガリー語: Máramaros）は、ルーマニアの県。県都はバイア・マーレ。東はスチャヴァ県、西はサトゥ・マーレ県、北はウクライナのイヴァーノ＝フランキーウシク州、ザカルパッチャ州、南はサラージュ県、クルージュ県、ビストリツァ＝ナサウド県と接する。

## 歴史
- 10世紀、ハンガリー王イシュトヴァーン1世により、ボルザ（現 ボルシャ）開拓が始まる
- 11世紀、歴史的なマラムレシュ地方がボルザから切り離される
- 1241年、タタール人侵攻によって地方の人口の半分ほどが殺害される
- 14世紀、マラムレシュの公（クニャズ）、ボグダンがモルダヴィア公国を建国
- 中世、マラムレシュ地方は塩の産出と製材で知られていた
- 1920年、トリアノン条約の結果、マラムレシュ地方は分割され、3/5はチェコスロバキア領となり、残りはルーマニア領となった

## 人口統計
人口は452,475人（2021年国勢調査）。主要民族構成は下記の通り。
- ルーマニア人 - 342,052人
- ウクライナ人 - 25,690人
- ハンガリー人 - 23,153人
- ロマ人 - 11,881人

| 年   | 県人口  |
| ---- | ------- |
| 1948 | 321,287 |
| 1956 | 367,114 |
| 1966 | 427,645 |
| 1977 | 492,860 |
| 1992 | 540,099 |
| 2002 | 510,110 |
| 2011 | 461,290 |
| 2021 | 452,475 |

## 地理
マラムレシュ県面積は6,304平方キロメートルで、43％はロドナ山脈（最高峰は標高2303メートルのピエトロスル山）である。グトゥイ山地（Gutâi）・ツィブレシュ山地（Ţibleş）はロドナ山脈とともに、東カルパチア山脈の一部である。県の残りの部分は丘陵、高原、谷である。県内にはティサ川、イザ川、ヴィシェウ川、マラ川が流れる。 
ロドナ山脈にはヨーロッパブナ、オウシュウトウヒ、ヨーロッパハイマツの山林、スゲ属、ウシノケグサ属、ツツジ属の低木林および高山草地があり、セラスチウム・アルピナム、コケマンテマ、ミヤマハンショウヅルの本種、ミヤマイワデンダ、オヤマナデシコ、ドワーフウィロー、モンタナマツ、ミヤマハンノキの本種、サリクス・レツーサ、カリアンテマム・コリアンドリフォリウムの高山植物が見られる。1979年に「ピエトロスル・マレ生物圏保護区」としてユネスコの生物圏保護区に指定された。 

## 経済
マラムレシュ県はのどかな田園と農業地帯の伝統をもち、共産主義体制時代にも産業化の波にさらされなかったことで知られる。耕し、植え、収穫する、そして干し草作りと手を使う仕事といった単純労働が全てであった。県は鉄以上にその他の金属を産出する、強力な鉱業の本拠地である。共産主義時代、バイア・マーレ周辺に大型工業プラントが建てられ、過去に一帯は深刻な環境汚染に晒された。しかし近年、市の産業活動が衰えたことから、一帯の汚染は以前よりましになってきている。

## 観光

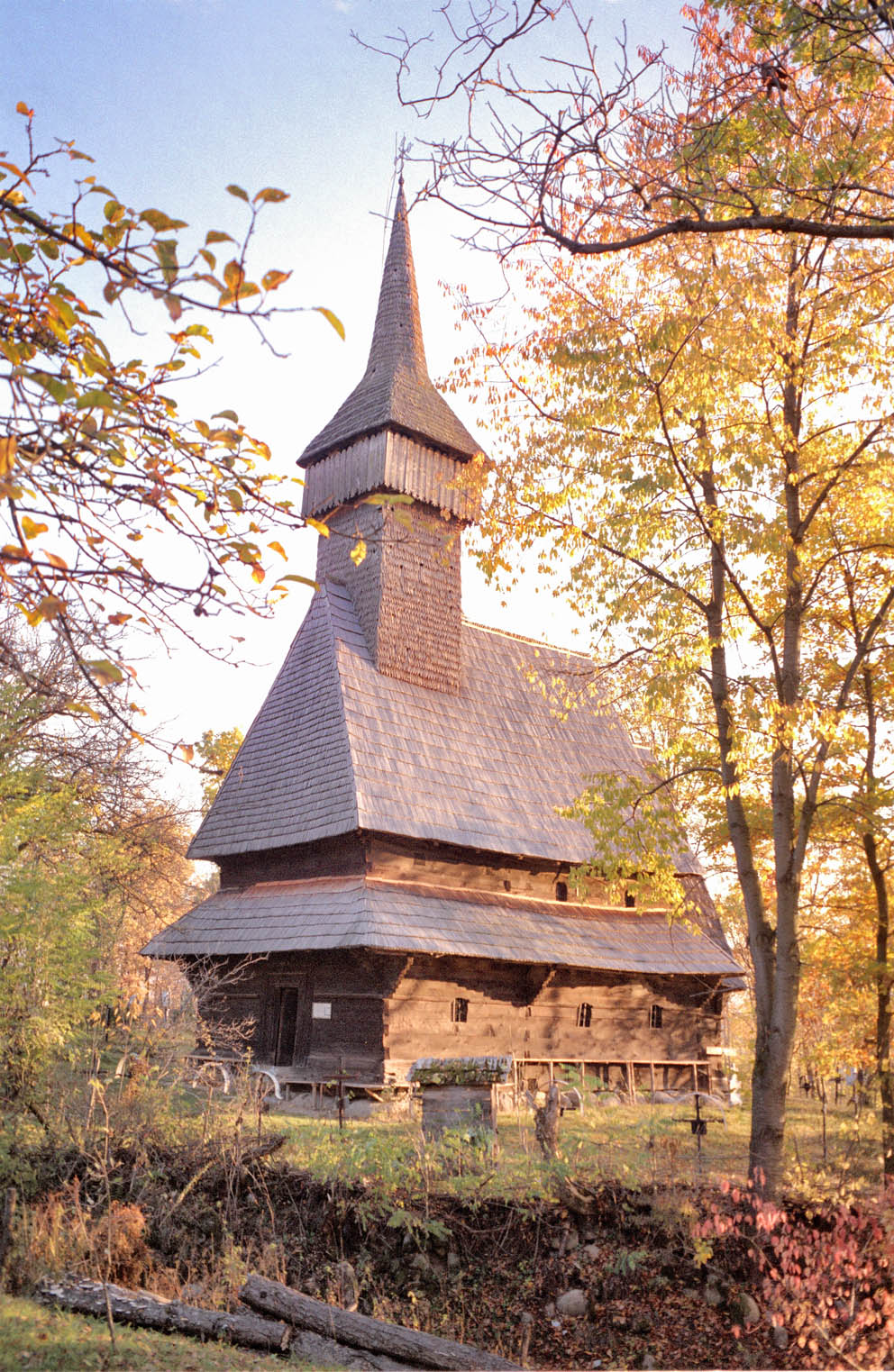
マラムレシュの木造教会

マラムレシュ県は美しい田園風景、地元の小さな木工・手工細工産業が、地方の教会や建築様式同様に知られている。田舎の道路は多くが未舗装であるが、アクセスは容易である。
- バイア・マーレとシゲトゥ・マルマツィエイ（Sighetu Marmaţiei）
- イザ川、マラ川、ヴィシェウ川谷の村々
  - マラムレシュの木造聖堂群 - UNESCO世界遺産
  - ラプシュ（英語版）の木造教会（Lăpuş）
  - キオアル（ルーマニア語版）の木造教会（Chioar）
  - サプンツァ（英語版）（Săpânța）の墓地（英語版）（Merry Cemetery of Săpânţa）-「陽気な墓」と呼ばれ、埋葬者の人生に関わるレリーフとウィットに富んだ墓碑文が刻まれた色彩豊かな墓碑が並ぶことで知られる
- ロドナ山脈（英語版）（Rodna Mountains）
- ヴァセル渓谷森林鉄道（ルーマニア語版） - ウクライナとの国境近くの町、ヴィシェウ・デ・スス（英語版）（Vișeu de Sus）を発着する蒸気機関車[4]。

## 行政区画
マラムレシュ県は2つの都市、6つの町、62の基礎自治体からなる。

### 主な市町
- バイア・マーレ
- シゲトゥ・マルマツィエイ
- バイア・スプリエ（英語版）（Baia Sprie）